# Go-Toba
L’empereur Go-Toba (後鳥羽天皇, Go-Toba Tennō, 6 août 1180 – 28 mars 1239) était le 82e empereur du Japon, selon l’ordre traditionnel de la succession, et a régné du 8 septembre 1183 au 18 février 1198.
Son nom personnel était Takahira (尊成). Son nom posthume lui a été donné en mémoire de celui de l’empereur Toba (on peut traduire le préfixe Go- (後) par « postérieur », ce qui donne donc « Empereur Toba postérieur », ou « Toba II ».)

## Biographie

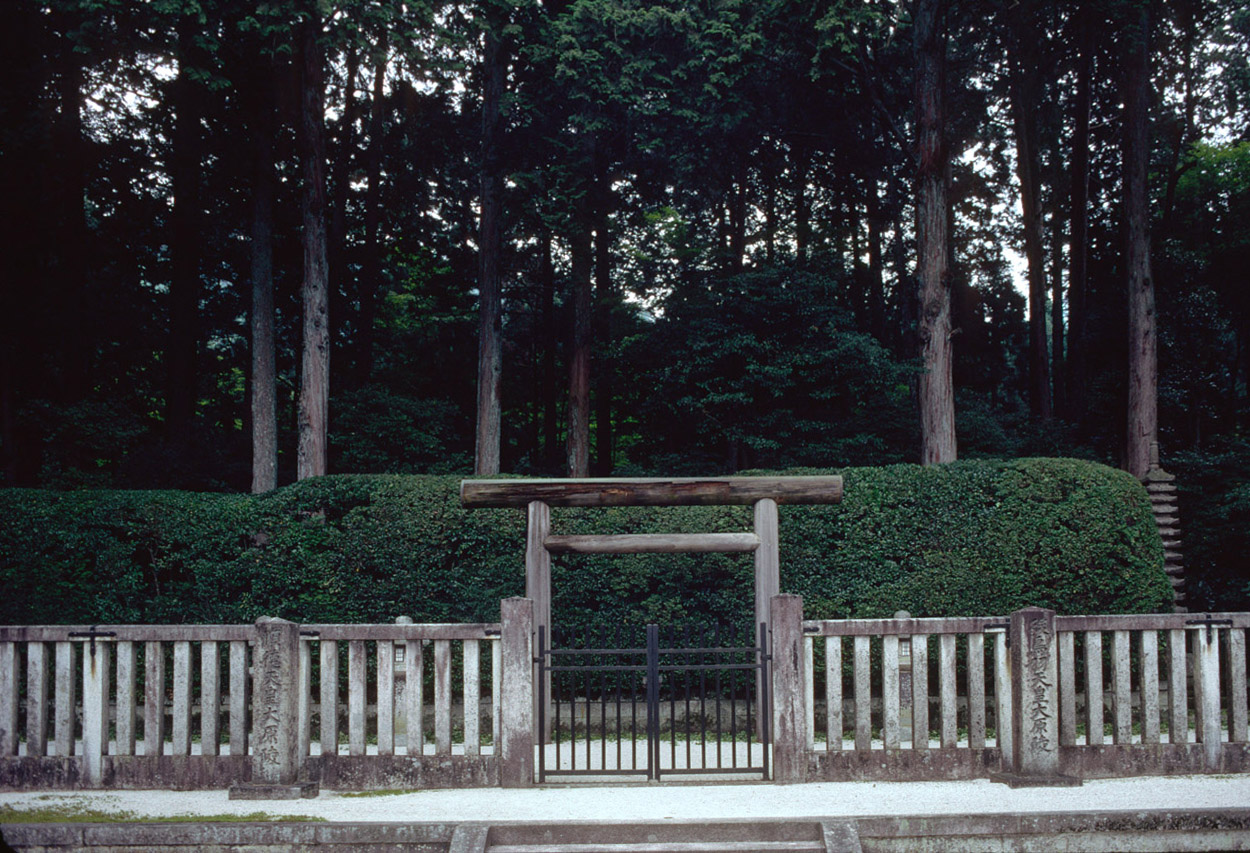
Tombe des empereurs Go-Toba et Juntoku, Kyōto.

Go-Toba monte sur le trône à l’âge de 3 ans, succédant à son frère l’empereur Antoku, qui est forcé d’abdiquer durant la guerre de Gempei. Quelques années après son intronisation, son grand-père l’empereur retiré Go-Shirakawa meurt, et Minamoto no Yoritomo profite de l’occasion pour forcer le jeune empereur à le nommer sei-i-tai shōgun, fondant ainsi le shogunat de Kamakura et s’arrogeant la réalité du pouvoir, ne laissant au souverain impérial qu’un pouvoir religieux.
En 1198, le shogun force Go-Toba, âgé de 18 ans, à abdiquer. Deux des fils de Go-Toba lui succèdent sur le trône mais sont chacun à leur tour forcés d’abdiquer. Go-Toba règne en tant qu’empereur retiré de 1198 à 1221 pendant le règne de trois empereurs mais son pouvoir est plus limité que celui des empereurs retirés de l’époque Heian.
À la mort de Yoritomo en 1199, Go-Toba, qui veut mettre fin au shogunat de Kamakura et régner personnellement, commence à rassembler des troupes, et en 1221, il fait abdiquer son fils Juntoku en faveur du fils de ce dernier, Chūkyō, en préparation de ce qui sera plus tard appelé la révolte de Jōkyū. Les samouraïs des environs de Kyōto qui étaient contre le shogunat le soutiennent, mais la plupart des samouraïs, particulièrement ceux du Kantō, choisissent le camp du shogun, avec le soutien de Masako Hōjō, la veuve de Yoritomo. Cette dernière persuade les samouraïs rassemblés à Kyōto que s’ils ne soutenaient pas le shogunat, ils perdraient leur statut social et leurs privilèges, et que la cour et les kuge regagneraient leur pouvoir et leur influence. La rébellion de Go-Toba est alors vaincue et Chūkyō est remplacé sur le trône par Go-Horikawa, un neveu de Go-Toba.
Après la rébellion, Go-Toba est exilé aux îles Oki, où il meurt et est enterré en 1239. Plus tard, une partie de son corps est enterrée à Ohara, à Kyōto.
Épouses et descendance :
- Fujiwara no Ninshi (Takako) (1174 - 1239), fille de Fujiwara (Kujo) Kanezane et de Fujiwara no Kenshi (Kaneko) ; présentée en 1190 ; impératrice (chugu) en 1190 ; titrée Gishumon In ; dont :
  - Princesse Shoshi (1195 -1211), titrée impératrice (kogo) honorifique 1208 ; titrée Shunkamon In en 1209

- Minamoto no Zaishi (Ariko) (1171 - 1257), fille du moine (Fujiwara) No’en et fille adoptive de Minamoto no Michichika ; impératrice douairière ; titrée Shomeimon In en 1107 ; dont : 
  - premier fils : prince Tamehito, né en 1195 (empereur Tsuchimikado)

- Fujiwara no Choshi (1182 - 1264), fille de Fujiwara (Takakura) no Norisue ; impératrice douairière ; titrée Shumeimon In en 1207 ; nonne en 1221 ; dont :
  - troisième fils : prince Morinari, né en 1197 (Juntoku)
  - quatrième fils : prince Masanari (1200 - 1255)
  - Prince Sonkai (1204 - 1246), prêtre du Enryaku-ji
- Une fille de Fujiwara (Bo’mon) no Nobukyo, surnommée « Bomon no Tsubone » ; dont :
  - second fils : prince Nagahito (1196 - 1249), 8e prêtre en chef du Ninna-ji
  - seconde fille : princesse Reishi (1200 - 1273), princesse vestale de Kamo de 1204 à 1212 ; titrée Kayomon In
  - cinquième fils : prince Yorihito (1201 - 1264)
- une fille de Minamoto no Nobuyasu, Hyoe no kami no Tsubone
  - Princesse Shukushi, née 1196, princesse vestale d’Ise de 1199 à 1210
- une fille du prince (O) Nakasuke, descendant de l’empereur Kazan, dont :
  - Une princesse (1202 - 1207)
- Ishi, dame de la cour, surnommée « Tamba no Tsubone », 
  - Princesse Kishi (Hiroko) née 1205 ; princesse vestale d’Ise de 1215 à 1221
- Taki, dame de la cour
  - Prince Kakunin (1198 - 1266), prêtre chef d’Onjo-ji
- une fille du prêtre Kensei, surnommée « Owari no Tsubone »
  - Prince Dokaku (1204 - 1250), prêtre chef du Enryaku-ji
- une fille de Fujiwara no Sadayoshi, surnommée « Omiya no Tsubone »
  - Prince Sonen (1207 - 1231), prêtre chef du Miidera
  - Gyoetsu, prêtre au Enryaku-ji
- dame de la cour surnommée « Shonagon no Suke »
  - Doshu, prêtre
- Himehoshi, dame de la cour
  - Kakuyo, prêtre
  - Doi prêtre au Onjo-ji
  - Doen, prêtre au Ninna-ji

## Culture
Go-Toba a eu une grande influence sur la culture japonaise de l’époque, s’intéressant à tous ses aspects, des combats de coqs aux arts en passant par les techniques d’artisanat. 
Ce serait à lui que l’on doit le fait d’avoir utilisé comme insigne héraldique (ou mon), le chrysanthème (kiku) à seize pétales (kikukamonshō ou kikkamonshō (菊花紋章)), fleur qu’il aimait beaucoup, et qui fut reprise par ses successeurs comme emblème de la famille impériale (d’où le nom de trône du chrysanthème fréquemment utilisé dans ce sens). Le « chrysanthème à seize pétales » deviendra le sceau impérial du Japon en 1869 lors de la restauration Meiji.
Il était ainsi un grand amateur des sabres, et fit venir au fil des années un grand nombre de forgerons de sabres à sa cour, leur donnant des titres honorifiques et les invitant à lui apprendre leur art. Il devint ainsi lui-même un forgeron respectable, et son patronage donne lieu à l’âge d’or de la fabrication de sabres au Japon. Sa contribution à cet art est toujours tenue en grande estime, et encore actuellement une tradition veut qu’il soit le premier facteur de sabres dont on parle dans la littérature idoine.
Go-Toba avait de nombreux autres centres d’intérêts, et il a notamment écrit un traité sur le kemari, Ommari no Ki (« Chronique du jeu de balle »), et un sur la musique, Ombiwa-awase (« Concours de biwa »).
Son domaine de prédilection, cependant, était la poésie. Il créa un « bureau de poésie » (和歌所, waka-dokoro) en 1201 et lui commanda la compilation du Shin Kokinshū (« Nouvelle anthologie de waka anciens et modernes »). 34 de ses poèmes furent inclus dans cette anthologie, et plus de 200 autres dans divers recueils. L’un d’entre eux sera choisi par Fujiwara no Teika en tant que 99e poème de l’anthologie Ogura Hyakunin Isshu. Go-Toba organisa également de nombreuses concours de waka (utaawase).

## Èresde son règne
- Ère Juei
- Ère Genryaku
- Ère Bunji
- Ère Kenkyū